# Sven Nieuwpoort
Sven Nieuwpoort (Den Helder, 13 april 1993) is een Nederlands voormalig voetballer die doorgaans als verdediger speelde. Hij is de oudere broer van Lars Nieuwpoort.

## Clubcarrière

### Jeugd
Nieuwpoort begon met voetballen bij SV Koedijk. Hij doorliep vanaf 2003 de jeugdopleiding bij Ajax en had daar vanaf 1 januari 2012 een contract. In juli 2016 tekende hij een tweejarig contract bij De Graafschap dat hem overnam van Go Ahead Eagles.

### Verhuur aan Almere
Om ervaring op te doen in het betaald voetbal werd Nieuwpoort in de winterstop van 2012/13 verhuurd aan Almere City FC. Op 18 januari 2013 debuteerde hij daar in een thuiswedstrijd tegen Helmond Sport (0–1 verlies). Tijdens zijn verhuurperiode kwam Nieuwpoort vijftien keer in actie in de Eerste divisie en eindigde hij met Almere op een dertiende plaats. Na zijn verhuurperiode keerde Nieuwpoort terug naar Ajax.
In het seizoen 2013/14 begon Nieuwpoort in de selectie van Jong Ajax en op 9 augustus speelde hij zijn eerste wedstrijd voor dat elftal: in de uitwedstrijd bij FC Oss verving hij Danzell Gravenberch in de tweede helft. Op 29 augustus 2013 maakte Ajax bekend dat Nieuwpoort opnieuw verhuurd zou worden aan Almere City en op 4 oktober 2013 maakte hij daar zijn eerste doelpunt in het betaald voetbal, in de thuiswedstrijd tegen VVV-Venlo. De wedstrijd eindigde in 2–2.

### Go Ahead Eagles
Op 29 mei 2014 maakte Go Ahead Eagles bekend dat Nieuwpoort zou worden overgenomen van Ajax. Hij tekende een contract voor twee jaar, met een optie tot nog een jaar. Nieuwpoort maakte op 10 augustus 2014 zijn officiële debuut voor Go Ahead tijdens de eerste speelronde van de Eredivisie in een thuiswedstrijd tegen FC Groningen, die met 3–2 werd verloren. Nieuwpoort speelde de volledige negentig minuten. Een week later scoorde hij voor zijn nieuwe werkgever tegen SBV Excelsior (3–2 verlies). Nieuwpoort degradeerde met Go Ahead uit de Eredivisie door in de play-offs over twee wedstrijden te verliezen van De Graafschap. Wel kwalificeerde Go Ahead zich voor de UEFA Europa League door middel van het UEFA Fair Playklassement. Nieuwpoort maakte op 2 juli 2015 zijn Europese debuut in de Europa League 1e kwalificatieronde tegen Ferencvárosi TC. Tijdens de tweede seizoenshelft moest Nieuwpoort door een blessure. Begin januari brak hij zijn kleine teen van zijn linkervoet, deze blessure hield tot maart aan de kant. Op 24 maart 2016 maakte Go Ahead bekend dat het aflopende contract van Nieuwpoort niet verlengd zou worden. Pas tijdens de laatste speeldag van het seizoen maakte hij nog minuten voor Go Ahead in de wedstrijd tegen NAC Breda. In de play-offs om promotie naar de Eredivisie die Go Ahead van De Graafschap wist te winnen, speelde hij geen enkele rol meer.

### De Graafschap
Nadat zijn contract bij Go Ahead Eagles was afgelopen mocht Nieuwpoort in juli 2016 op proef komen bij De Graafschap, de ploeg waarvan Go Ahead won in de play-offs om promotie naar de Eredivisie. Hier tekende hij vervolgens op 29 juli 2016 een tweejarig contact. Op 5 augustus 2016 maakte Nieuwpoort zijn officiële debuut voor De Graafschap in een thuiswedstrijd tegen FC Eindhoven. Nieuwpoort kopte na 9 minuten spelen de 2-0 binnen. De Graafschap won deze wedstrijd uiteindelijk met 4-1. Nieuwpoort speelde drie seizoenen voor De Graafschap en speelde daarin negentig wedstrijden, waarin hij driemaal scoorde. 

### SC Cambuur
Woensdag 28 augustus 2019 werd bekend dat Sven Nieuwpoort een contract voor 1 seizoen tekende bij SC Cambuur. Hij kwam transfervrij over van De Graafschap en werd bij Cambuur herenigd met de trainers Henk de Jong en Sandor van der Heide die vóór Cambuur trainers waren van De Graafschap. Hij speelde in twee jaar veertien wedstrijden voor Cambuur, waarin hij eenmaal scoorde. In zijn tweede en laatste seizoen werd Nieuwpoort kampioen van de Eerste Divisie. 

### Excelsior
Op 27 juli 2021 vertrok Nieuwpoort naar Excelsior Rotterdam. Hij tekende een contract voor één seizoen met een optie voor nog een seizoen. Hij maakte op 6 augustus tegen TOP Oss (1-0 nederlaag) zijn debuut voor Excelsior. Hij speelde veertig wedstrijden voor Excelsior dat seizoen, waaronder zes in de play-offs om promotie, waarin Excelsior in de finale ADO Den Haag op penalty's versloeg. Met de promotie naar de Eredivisie werd ook de optie in het contract van Nieuwpoort gelicht. Hij speelde de eerste zes competitiewedstrijden, voor hij een knieblessure opliep die hem tot de winterstop uit de roulatie hield. In de zomer van 2024 werd bekend dat Sven stopte als voetballer, ondanks dat zijn contract nog een seizoen doorliep. 

## Carrièrestatistieken
Beloften
| Seizoen | Club      |                    | Competitie     | Competitie | Competitie |
| Seizoen | Club      | Wed.               | Competitie     | Dlp.       |            |
| ------- | --------- | ------------------ | -------------- | ---------- | ---------- |
| 2013/14 | Jong Ajax | Vlag van Nederland | Eerste divisie | 3          | 0          |
| Totaal  | Totaal    | Totaal             | Totaal         | 3          | 0          |

Senioren
| Seizoen         | Club            | Competitie      | Competitie | Competitie | Beker | Beker | Internationaal | Internationaal | Overig | Overig | Totaal | Totaal |
| Seizoen         | Club            | Competitie      | Wed.       | Dlp.       | Wed.  | Dlp.  | Wed.           | Dlp.           | Wed.   | Dlp.   | Wed.   | Dlp.   |
| --------------- | --------------- | --------------- | ---------- | ---------- | ----- | ----- | -------------- | -------------- | ------ | ------ | ------ | ------ |
| 2012/13         | → Almere City   | Eerste divisie  | 15         | 0          | 0     | 0     | —              | —              | —      | —      | 15     | 0      |
| 2013/14         | → Almere City   | Eerste divisie  | 31         | 2          | 1     | 0     | —              | —              | —      | —      | 32     | 2      |
| 2014/15         | Go Ahead Eagles | Eredivisie      | 27         | 1          | 2     | 0     | —              | —              | 0      | 0      | 29     | 1      |
| 2015/16         | Go Ahead Eagles | Eerste divisie  | 18         | 0          | 1     | 0     | 2              | 0              | 0      | 0      | 21     | 0      |
| 2016/17         | De Graafschap   | Eerste divisie  | 29         | 1          | 0     | 0     | —              | —              | —      | —      | 29     | 1      |
| 2017/18         | De Graafschap   | Eerste divisie  | 34         | 1          | 1     | 0     | 0              | 0              | 3      | 0      | 38     | 1      |
| 2018/19         | De Graafschap   | Eredivisie      | 18         | 0          | 1     | 0     | 0              | 0              | 4      | 0      | 23     | 1      |
| 2019/20         | SC Cambuur      | Eerste divisie  | 3          | 0          | 0     | 0     | 0              | 0              | 0      | 0      | 3      | 0      |
| 2020/21         | SC Cambuur      | Eerste divisie  | 11         | 1          | 2     | 0     | 0              | 0              | 0      | 0      | 13     | 1      |
| 2021/22         | Excelsior       | Eerste divisie  | 33         | 0          | 1     | 0     | 0              | 0              | 6      | 0      | 40     | 0      |
| 2022/23         | Excelsior       | Eredivisie      | 23         | 0          | 0     | 0     | 0              | 0              | 0      | 0      | 23     | 0      |
| 2023/24         | Excelsior       | Eredivisie      | 14         | 1          | 1     | 0     | 0              | 0              | 0      | 0      | 15     | 1      |
| Carrière totaal | Carrière totaal | Carrière totaal | 256        | 7          | 10    | 0     | 2              | 0              | 13     | 0      | 281    | 7      |

Bijgewerkt t/m 9 december 2023.

## Interlandcarrière
Jeugelftallen
Als jeugdspeler kwam Nieuwpoort in actie voor Nederland –16, –17, –18 en –19.
| Jeugdinterlands van Sven Nieuwpoort | Jeugdinterlands van Sven Nieuwpoort | Jeugdinterlands van Sven Nieuwpoort | Jeugdinterlands van Sven Nieuwpoort | Jeugdinterlands van Sven Nieuwpoort | Jeugdinterlands van Sven Nieuwpoort |
| Team (№ interlands)                 | Datum                               | Wedstrijd                           | Uitslag                             | Soort Wedstrijd                     | Doelpunten                          |
| Als speler bij Ajax                 | Als speler bij Ajax                 | Als speler bij Ajax                 | Als speler bij Ajax                 | Als speler bij Ajax                 | Als speler bij Ajax                 |
| ----------------------------------- | ----------------------------------- | ----------------------------------- | ----------------------------------- | ----------------------------------- | ----------------------------------- |
| Onder 16 (1.)                       | 22 april 2009                       | Noord-Ierland – Nederland           | 0 – 2                               | Vriendschappelijk                   |                                     |
| Onder 17 (1.)                       | 22 september 2009                   | Frankrijk – Nederland               | 1 – 0                               | Vriendschappelijk                   |                                     |
| Onder 17 (2.)                       | 27 oktober 2009                     | Noord-Ierland – Nederland           | 0 – 1                               | Vriendschappelijk                   |                                     |
| Onder 17 (3.)                       | 4 februari 2010                     | Noorwegen – Nederland               | 0 – 2                               | La Manga '10                        |                                     |
| Onder 17 (4.)                       | 8 oktober 2010                      | Denemarken – Nederland              | 2 – 1                               | La Manga '10                        |                                     |
| Onder 17 (5.)                       | 3 maart 2010                        | Nederland – Griekenland             | 2 – 0                               | Vriendschappelijk                   |                                     |
| Onder 17 (6.)                       | 25 maart 2010                       | Nederland – Oekraïne                | 2 – 0                               | Kwalificatie EK 2010                |                                     |
| Onder 17 (7.)                       | 27 maart 2010                       | Georgië – Nederland                 | 1 – 2                               | Kwalificatie EK 2010                |                                     |
| Onder 17 (8.)                       | 30 maart 2010                       | Nederland – Tsjechië                | 0 – 1                               | Kwalificatie EK 2010                |                                     |
| Onder 18 (1.)                       | 17 november 2010                    | Roemenië – Nederland                | 0 – 3                               | Vriendschappelijk                   |                                     |
| Onder 19 (1.)                       | 1 september 2011                    | Nederland – Engeland                | 0 – 0                               | Vriendschappelijk                   |                                     |
| Onder 19 (2.)                       | 4 september 2011                    | Duitsland – Nederland               | 2 – 2                               | Vriendschappelijk                   |                                     |
| Onder 19 (3.)                       | 15 november 2011                    | Kroatië – Nederland                 | 0 – 0                               | Kwalificatie EK 2011                |                                     |
| Onder 19 (4.)                       | 25 mei 2012                         | Nederland – Noorwegen               | 2 – 1                               | Kwalificatie EK 2011                |                                     |
| Onder 19 (5.)                       | 27 mei 2012                         | Tsjechië – Nederland                | 0 – 3                               | Kwalificatie EK 2011                |                                     |
| Onder 19 (6.)                       | 30 mei 2012                         | Nederland – Frankrijk               | 0 – 6                               | Kwalificatie EK 2011                |                                     |